# George Stewart (Seeoffizier)
George Stewart (* 1766 auf den Orkney-Inseln; † 29. August 1791 auf See) war ein schottischer Seeoffizier auf dem britischen Handelsschiff HMS Bounty, der nach der auf ihr begangenen Meuterei als Gefangener mit der HMS Pandora unterging.

## Leben

### Auf der Bounty

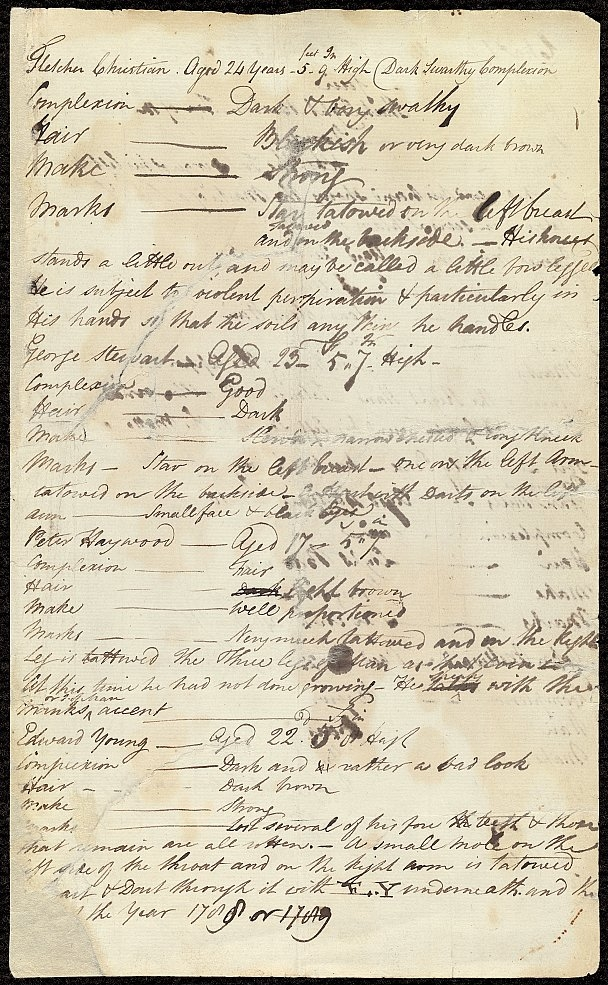
Eine Seite aus Blighs persönlichem Notizbuch mit seiner Beschreibung von Fletcher Christian, George Stewart, Peter Heywood und Edward Young. National Library of Australia.

Stewart hatte sich am 27. August 1787 in Deptford zunächst als Vollmatrose (Able Seaman) im Alter von 21 Jahren und von den Orkney-Inseln stammend in die Musterungsrolle der HMS Bounty eingeschrieben. Dem kommandierenden Offizier Lt. William Bligh war er zu diesem Zeitpunkt bereits bekannt. Als dieser 1780 mit der HMS Resolution von der dritten Pazifikexpedition unter James Cook in die Heimat zurückgekehrt war, hatte er bei einem Halt auf den Orkney’s die Bekanntschaft der Familie Stewart gemacht, die er als angesehene Eheleute beschrieb. George Stewart wurde deshalb auf der Bounty erlaubt, im Rang eines Fähnrichs (Midshipman) mitfahren zu dürfen, womit ihm der Karriereweg eines Seeoffiziers eröffnet wurde. Neben dem ebenfalls nachträglich beförderten Edward Young wurde er damit der älteste Fähnrich auf dieser Expedition. Die Mission der Bounty, die Brotfrucht von Tahiti nach Jamaika zu transportieren, begann am 23. Dezember 1787.
An Bord teilte sich Stewart eine Koje mit dem jungen Fähnrich Peter Heywood, der sich am gleichen Tag wie er in die Musterrolle eingetragen hatte und sein Freund wurde. Laut Heywood verfügte Stewart bereits über einige seemännische Erfahrung und wurde deshalb von ihm als Vorbild betrachtet. Als Bligh am 2. März 1788 Fletcher Christian zu seinem ersten Offizier (Acting Lieutenant) ernannte, rückte Stewart auf dessen Posten als Steuermannsmaat (Acting Masters Mate) auf. Auch von Bligh wurde er später als kompetenter Seemann mit gutem Charakter eingeschätzt, was die vorangegangenen Beförderungen rechtfertigte. Ansonsten ist er ihm auf der gesamten Reise einschließlich des fünfmonatigen Aufenthalts auf Tahiti in keiner nennenswerten Weise aufgefallen. Der Beobachtung von James Morrison folgend, ist Stewart in dieser Zeit auch gegenüber Christian in eine freundschaftliche Beziehung getreten. So habe er Verständnis für die zunehmende Frustration des ersten Offiziers ob der Demütigungen gezeigt, die dieser seitens von Bligh seit der Abfahrt von Tahiti wiederholt erfahren habe. Als Christian seine Absicht zur Desertierung nicht mehr verbergen konnte, habe Stewart ihn von diesem Vorhaben abbringen können und dabei durch eine unbedachte Äußerung, wonach ein großer Teil der Mannschaft mittlerweile zu allem fähig sei („the People are ripe for any thing“), auf die Idee zu einer Schiffsübernahme gebracht.
Bei Ausbruch der Meuterei am 28. April 1789 kurz nach fünf Uhr morgens schlief Stewart in seiner Hängematte. Wie Heywood wurde er von dem Meuterer Matthew Thompson geweckt, der sich auf die unmittelbar neben ihrer Koje untergebrachte Waffenkiste gesetzt hatte. Im Gegensatz zu Heywood ist Stewart nicht an Deck gegangen und verblieb die ganze Zeit über in seiner Koje, weshalb sein Name in den diversen Beschreibungen zum Tathergang auch fast nie genannt wird. Vermutlich handelte er damit in Voraussicht, konnte das Betreten des Decks unter diesen Umständen als Solidarisierung mit den Meuterern fehlinterpretiert werden. In der späteren gerichtlichen Befragung haben ihn neben Heywood auch nur Steuermann John Fryer und Zimmermann William Purcell erwähnt, die ihn von Thompson bewacht in seiner Koje gesehen haben, als sie an Deck geleitet wurden. In keiner der insgesamt zwanzig Zeugenaussagen wird Stewart unter den Meuterern genannt, oder als bewaffnet beschrieben.
Fryer und Purcell gaben außerdem an, dass sowohl Stewart als auch Heywood während der erzwungenen Bemannung der Barkasse auf Weisung von Charles Churchill unter Deck festgehalten wurden. Der Beschreibung Heywoods folgend, sei Stewart von ihrem Bewacher Thompson mit vorgehaltener Pistole am Betreten des Decks zum Besteigen der Barkasse gehindert wurden, worauf er von Churchill das Versprechen abnahm, dem Kapitän ihr Verbleiben auf der Bounty gegen ihren Willen mitzuteilen. Doch Churchill unterließ dies, womit er die Urteilsbildung Blighs über seine Fähnriche negativ beeinflusste. Das Betreten das Decks wurde ihnen erst erlaubt, nachdem die Barkasse abgelegt hatte und sie achtern bereits auf einige Distanz zur Bounty gegangen war, so das Bligh sie noch auf dem Achterdeck neben den Meuterern stehend sehen konnte. Mit Ausnahme von vier Seemännern, die ihre Loyalität kommunizieren konnten, betrachtete Bligh alle anderen auf der Bounty verbliebenen Seemänner als Meuterer, die er in seinem privaten Notizbuch beschrieb. Darunter seinem Rang gemäß an zweiter Stelle: Geo. Stewart, 23 Jahre alt, Fähnrich, 5 Fuß und 7 Zoll hoch, gutes Aussehen, schwarzes Haar, schlank gebaut; schmale Brust und langer Hals; tätowiert mit einem Stern unter der linken Brust und einem auf dem linken Arm mit einem Herz und einem Pfeil; tätowiert auch auf dem Rücken; schmales Gesicht und schwarze Augen.

### Auf Tahiti
Nach Christian war Stewart in der Schiffshierarchie der ranghöchste Seemann, der an Bord zurückgeblieben war. Auf Bitten des Chefmeuterers übernahm er daher die stellvertretende Befehlsgewalt und als neuer Steuermann (Sailing Master) die Navigation. Am 28. Mai 1789 erkundete er auf dem Beiboot das Riff vor Tubuai und fand dabei die bereits von Kapitän James Cook entdeckte offene Stelle, durch die eine Anlandung an der Küste bewerkstelligt werden konnte. Dabei war er einem Pfeilhagel aggressiver Eingeborener ausgesetzt, die sich am Strand versammelt hatten. Während des folgenden Siedlungsversuchs auf der Insel soll er mit Heywood und Morrison eine Absetzung mittels des Beibootes der Bounty abgesprochen haben, mit dem sie Niederländisch-Indien erreichen wollten, um von dort aus eine Passage in die Heimat zu nehmen. Doch war ihr Plan den Meuterern nicht verborgen geblieben. Bei der Rückkehr nach Tahiti am 22. September 1789 gehörte er zu jenen sechzehn Seemännern, die nach der Abfahrt der Bounty am Abend desselben Tages hier zurückgeblieben sind.
Schon der Steuermann Fryer hatte während des ersten mehrmonatigen Aufenthalts auf der Insel die Beziehung Stewarts zu einem der einheimischen Mädchen bemerkt. Nun zurückgekehrt, nahm dieser sie wieder auf und fand Aufnahme im Haus deren Vaters Teppahoo, Häuptling des Distrikts Tettahah (heute Faa’a), der wiederum ein Bruder von Matte (alias Tynah, Otoo, Pomaré I.) war, des mächtigsten Häuptlings der Matavai-Bucht. Seine Gefährtin, die mit dem Alias „Peggy“ genannt wurde, entstammte also der hohen Aristokratie Tahitis. Nach späteren Berichten habe er sie dem einheimischen Brauch gemäß in einem heidnischen Ritus formell zu seiner Ehefrau genommen. Eine schon bald geborene Tochter wurde „Little Peggy“ genannt. Abseits davon wird Stewart während der folgenden fast eineinhalb Jahre auf Tahiti nicht mehr in Morrisons Erfahrungsbericht erwähnt. Scheinbar hatte er eine größtmögliche Distanz zu den Meuterern gesucht. Es ist daher unklar, ob er sich überhaupt am Schiffsbau seiner Kameraden mitbeteiligt hatte. Als Morrison mit dem fertiggestellten Schoner am 14. März 1791 in See stach, sind Stewart und Heywood nicht mit an Bord gegangen und in der Bucht zurückgeblieben, wohl weil beide Fähnriche auf die Ankunft eines britischen Schiffes warten wollten.

### Auf der Pandora

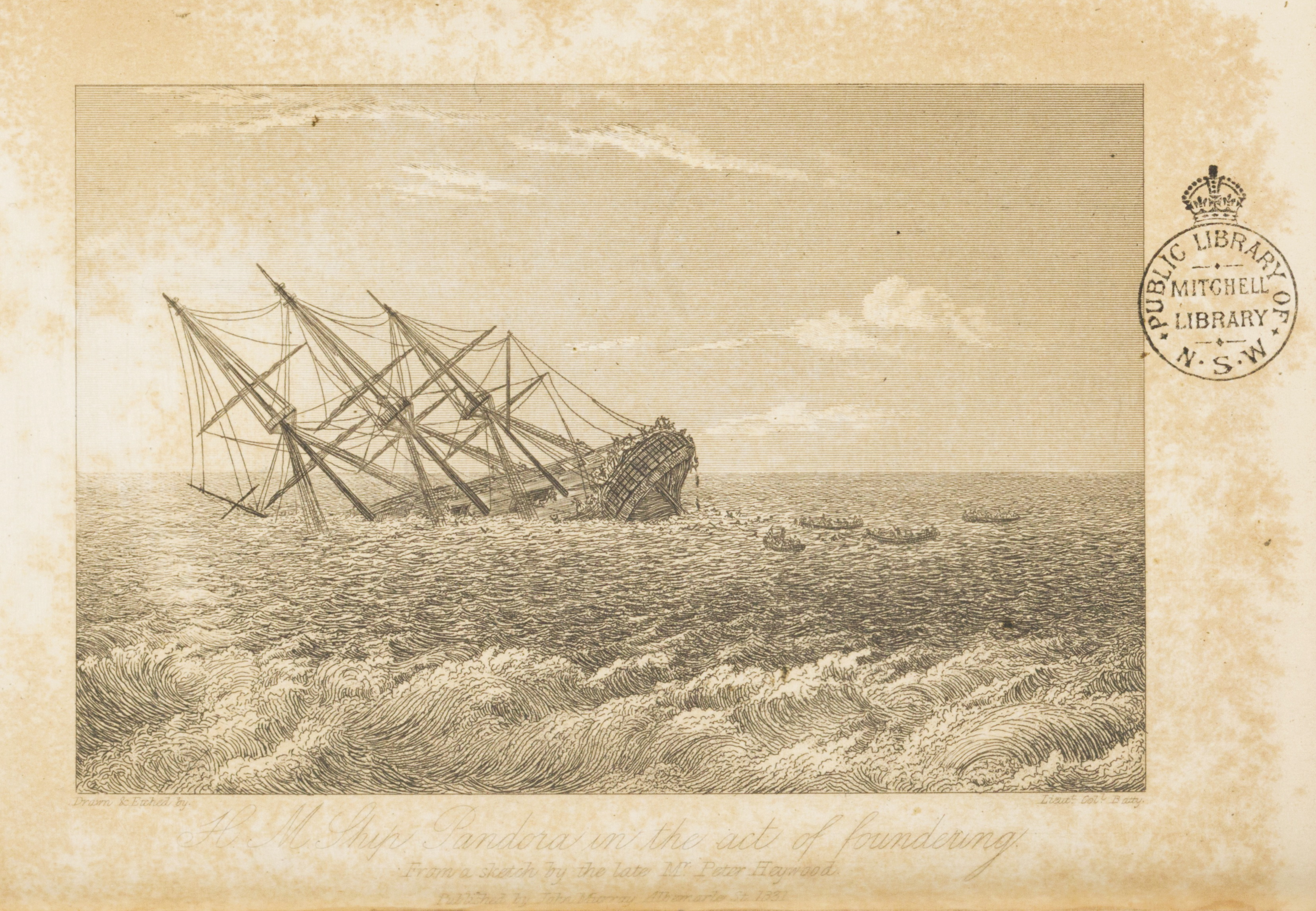
Der Untergang der Pandora, Radierung von Robert Batty nach einer Originalzeichnung von Peter Heywood, der diese während seiner Haft auf der HMS Hector in einem am 16. Juli 1792 datierten Brief an seine Schwester beifügte. Veröffentlicht in The Eventful History of the Mutiny and Piratical Seizure of HMS Bounty: Its Causes and Consequences, von Sir John Barrow. (Dritte Ausgabe) London 1839. Staatsbibliothek von New South Wales.

Nur wenige Tage später, am 23. März 1791, fuhr die HMS Pandora in der Bucht ein, worauf Stewart und Heywood nach ihrer Ankerung kurz nach der Mittagsstunde mit einem Kanu zu ihr übersetzten, noch bevor deren Besatzung die Beiboote zur Anlandung vorbereitet hatten. An Deck kam es zu einer unerwarteten Wiederbegegnung mit ihrem ehemaligen Kameraden Thomas Hayward, der inzwischen zum Leutnant befördert war. Zu ihrem Unverständnis sind sie bei ihrer Meldung vor Kapitän Edward Edwards von diesem wie Meuterer behandelt und sofort in Ketten gelegt wurden. Mit den anderen gefangen genommenen Bounty-Seemännern, wurde Stewart in die auf Deck errichtete Käfigvorrichtung („Pandora’s Box“) gesperrt. Zuerst noch duldete Edwards den Besuch ihrer Gefährtinnen mit ihren Kindern, doch verbot er dies, nachdem Sympathie unter seinen eigenen Seemännern für die Gefangenen aufkam. Daraufhin bezogen die Frauen und ihre Verwandten auf Kanus Position rund um die Pandora und setzten auf ihnen ihre Trauerklage fort. Dabei fügten sie sich an ihren Köpfen Schnittwunden zu, um ihr Blut über das Gesicht laufen zu lassen, dass nach den Worten von Morrison das umgebende Seewasser rot gefärbt hätte. Wiederholt ließ Edwards die Frauen vertreiben. Doch als die Pandora am 8. Mai 1791 die Heimreise nach England aufnahm, wurde sie erneut von den mit den klagenden Frauen besetzten Kanus umrundet. Schiffsarzt George Hamilton missdeutete dabei deren blutige Klagehandlungen als eine allgemeine Abschiedstrauer, beziehend auf die Schiffsbesatzung und ihres Kapitäns.
Am 29. August 1791 lief die Pandora am Eingang der Torres-Straße auf das Great Barrier Reef auf und schlug Leck. Erst nachdem das Schiff in eine schwere Schlagseite gefallen war und die Pumpen das Eindringen des Wassers nicht mehr aufhalten konnten, wurden die Gefangenen aus ihrem Gefängnis befreit, entgegen dem ausdrücklichen Befehl von Edwards. Die aneinander geketteten Stewart und Morrison konnten sich aus ihren Hand- und Fußfesseln befreien. Doch bei der Evakuierung von dem langsam sinkenden und auseinanderbrechenden Schiff wurden Stewart und John Sumner von einem einstürzenden Deckaufstieg erfasst und unter Wasser gezogen. Insgesamt ertranken vier der vierzehn Seemänner der Bounty in dem Wrack.

### Nachlass
Stewarts Gefährtin Peggy trat nach seiner Deportation in einen Hungerstreik, in dem sie nach zwei Monaten verstarb. Ihre Tochter hatte sie einer anderen Frau anvertraut. William Bligh lernte dieses knapp ein Jahr alte Kind am 18. April 1792 kennen, als er auf seiner zweiten Brotfruchtmission mit der HMS Providence erneut auf Tahiti weilte. Nach der Ankunft des Missionarsschiffs der London Missionary Society Duff 1797 wurde die Waise der Erziehung einer Missionsschwester übergeben und auf den Namen „Charlotte Stewart“ getauft. Als junge Frau fertigte sie Tapa-Stoffe an und exportierte einige Bahnen davon nach England, unter anderem als Geschenk für Peter Heywood. Heute befinden sich Exponate davon in Kew Gardens. Als Frau eines amerikanischen Seemannes verließ sie ihre Heimat und verbrachte ihre späten Lebensjahre in Kalifornien, wo bis heute eine Nachkommenschaft von ihr fortbesteht.
Mit Stewart ist auf der Pandora auch sein Journal, das Capt. Edwards konfisziert hatte, und damit eine wichtige Informationsquelle verloren gegangen. Auch blieben ihm eine persönliche Aussage und eine gerichtliche Untersuchung bezüglich seiner Involvierung in der Meuterei verwehrt. Sein Ansehen war in den folgenden Jahren den verbalen Angriffen Blighs ausgesetzt. Im Schifflogbuch – das die Grundlage seines 1792 veröffentlichten tendenziöses Narratives bildete – hatte Bligh für Stewart und Heywood noch gewogene Worte bezüglich ihres Charakters und Kompetenz gefunden. Doch noch während der Fahrt in der Barkasse nach Kupang schien er in seiner Einschätzung einen Wandel vollzogen zu haben. In seinem hier am 19. August 1789 an seine Frau adressierten Brief nannte er Heywood einen Rädelsführer, der an der Seite des Anführers Christian stand und Stewart als einen der ihnen gefolgt sei („Besides this Villain [Christian] see young Heywood one of the ringleaders, & besides him see Stewart joined with him.“). Vor dem Gericht der Admiralität hatte Bligh explizite namentliche Beschuldigungen mit Ausnahme von Fletcher Christian unterlassen, die er argumentativ wohl auch nicht fundieren konnte, doch im Privaten und in seiner Auseinandersetzung mit Edward Christian hielt er an seinem persönlichen Urteil über die Fähnriche fest. Woher er diese Gewissheit bezog, die im Gegensatz zur Einschätzung aller anderen Zeugen stand, blieb ungenannt.
Bereits in seiner ausführlichen Verteidigung hatte Heywood indirekt auch für Stewart gesprochen, zu dessen Freundschaft er sich sein Leben lang bekannte und den er gegen weitere Angriffe verteidigte. So verfasste er 1830 bereits auf dem Sterbebett liegend eine scharfe Apologie an Capt. Frederick W. Beechey, der in seinem Expeditionsbericht die verleumderische Behauptung des Meuterers John Adams (alias Alexander Smith) verbreitet hatte, wonach Stewart einer der Rädelsführer der Meuterei gewesen sei.

## Fiktionale Darstellung
- Meuterei auf der Bounty (1935), dargestellt von Douglas Walton.

## Erlebnisberichte
- Beechey, Frederick W., Narrative of a Voyage to the Pacific and Beering’s Strait. London 1831.
- Bligh, William, A voyage to the South sea, undertaken by command of His Majesty, for the purpose of conveying the bread-fruit tree to the West Indies, in His Majesty’s ship the Bounty, commanded by Lieutenant William Bligh. London 1792.
- Edwards, Edward, Voyage of H.M.S. ‘Pandora’ despatched to arrest the mutineers of the ‘Bounty’ in the South Seas, 1790–91. Hrsg. von Basil Thomson. London 1915.
- Hamilton, George, A Voyage Round the World, in His Majesty's Frigate Pandora. Performed Under the Direction of Captain Edwards in the Years 1790, 1791, and 1792. Sydney 1998.
- Morrison, James, Mutiny and Aftermath: James Morrison’s Account of the Mutiny on the Bounty and the Island of Tahiti. Hrsg. von Vanessa Smith, Nicholas Thomas. University of Hawaiʻi Press 2013.
- Wilson, James, A Missionary Voyage to the Southern Pacific Ocean, performed in the years 1796, 1797, 1798, in the ship Duff. London 1799.

## Weblink
- whalesite.org

| Personendaten    | Personendaten      |
| ---------------- | ------------------ |
| NAME             | Stewart, George    |
| KURZBESCHREIBUNG | britischer Seemann |
| GEBURTSDATUM     | 1766               |
| GEBURTSORT       | Orkney             |
| STERBEDATUM      | 29. August 1791    |
| STERBEORT        | Great Barrier Reef |